# Мемориал Линкольну
Мемориа́л Ли́нкольну — мемориальный комплекс, расположенный на Национальной аллее в центре Вашингтона. Был построен в честь шестнадцатого президента США Авраама Линкольна. Его президентство пришлось на годы Гражданской войны (1861—1865). Мемориал, возводившийся в 1914—1922 годах, символизирует веру Линкольна в то, что все люди должны быть свободны.

## История
Требования построить достойный памятник для увековечивания памяти президента высказывались с момента его гибели. Первый публичный мемориал Авраама Линкольна был открыт через три года после его убийства, в 1868 году, в Вашингтоне перед зданием мэрии Округа Колумбия (где в настоящее время располагается Апелляционный суд США по округу Колумбия).
В марте 1867 года Конгресс принял решение о создании национального мемориала. С реализацией проекта было много проволочек, решение о строительстве многократно откладывалось (в 1901, 1902 и 1908 годах), и только в 1913 году Конгресс утвердил дизайн и расположение мемориала. Первоначально план комиссии по строительству ставили под сомнение: памятник в виде греческого храма, предложенный архитектором Генри Бэконом казался чересчур величественным для увековечивания памяти такого скромного человека, как Линкольн, кроме того болотистая местность в парке «Западный Потомак» не очень подходила под строительство столь большого сооружения. И всё-таки план был утверждён, на реализацию проекта выделено 300 000 долларов. Первый камень был заложен 12 февраля 1914 года. Памятник открыли 30 мая 1922 года, на церемонии присутствовал единственный оставшийся в живых сын бывшего президента Роберт Тодд Линкольн. Для строительства использовали известняк из Индианы и мрамор из Колорадо, скульптуру президента изготовили из мрамора, добытого в Джорджии. Первоначально памятник контролировало Управление общественных зданий и территорий, но 10 августа 1933 года мемориал был передан Службе национальных парков.
28 августа 1963 года памятник был свидетелем одной из крупнейших демонстраций в американской истории — Марша на Вашингтон за рабочие места и свободу. Много речей тогда звучало со ступеней мемориала, в том числе знаменитое обращение Мартина Лютера Кинга «У меня есть мечта». В память об этом событии недалеко от входа установлена памятная плита.

## Композиция
Композиционно здание символизирует Союз. По его периметру стоят 36 колонн — именно столько штатов объединилось к моменту смерти Линкольна. Названия 48 штатов (а именно столько их было к 1922 году — моменту завершения строительства мемориала) выбиты вдоль внешней стены здания. Табличка с названием двух последних присоединившихся штатов — Аляски и Гавайев  — установлена на подходах к мемориалу.

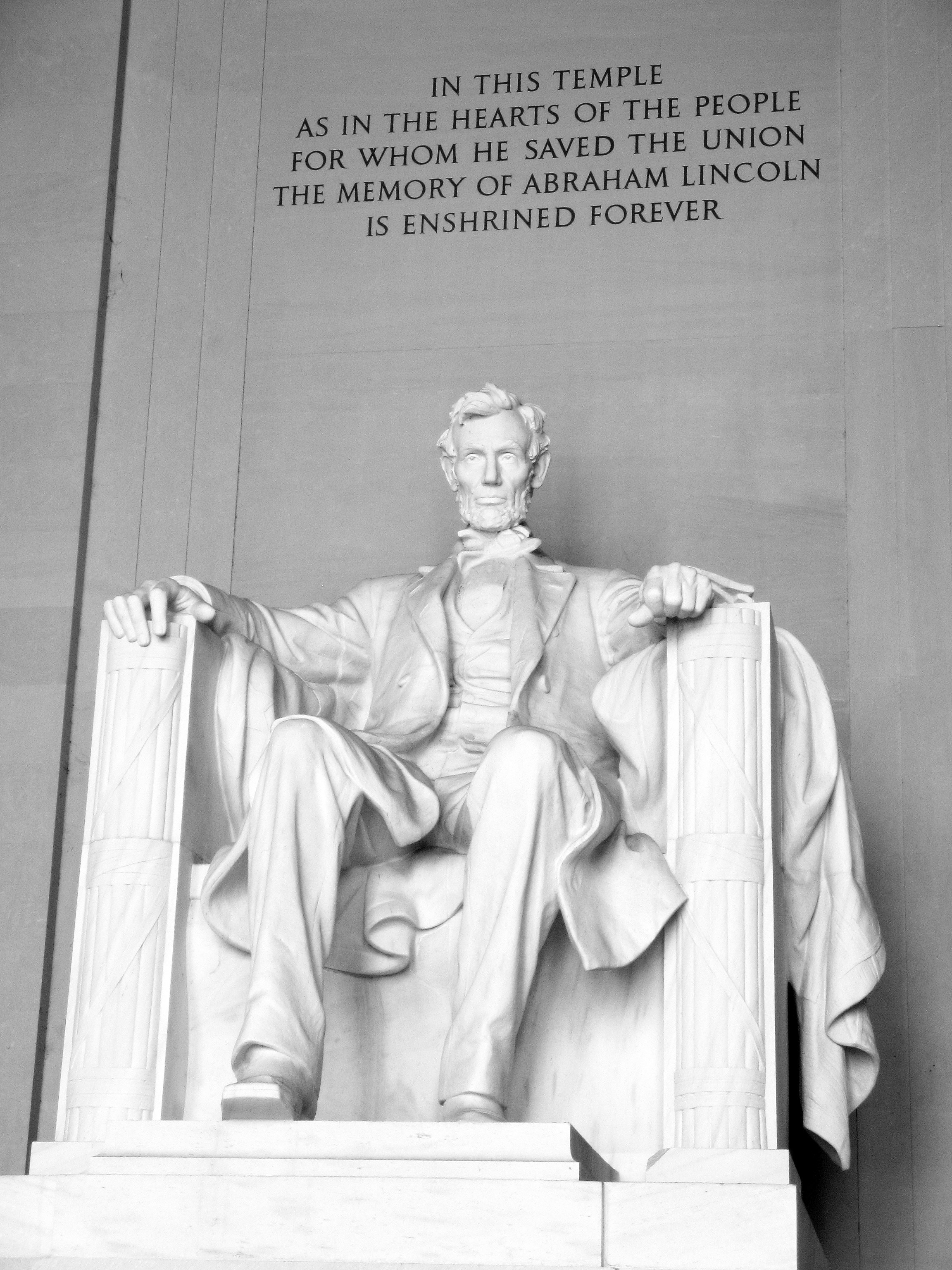
Статуя Линкольна внутри мемориала

В центре мемориала находится статуя Линкольна авторства Даниэля Честера Френча, который использовал фотографии Мэттью Брэди и изобразил сидящего президента с задумчивым лицом, взгляд которого обращен  к монументу Вашингтону и Капитолию. Статуя Линкольна имеет 19 футов (5,79 м) в высоту и весит 175 тонн. Прямо над ней на стене выбиты слова:

В этом храме, как и в сердцах людей, для которых он спас единство, память об Аврааме Линкольне сохранится навсегда.
Оригинальный текст (англ.)IN THIS TEMPLE AS IN THE HEARTS OF THE PEOPLE FOR WHOM HE SAVED THE UNION THE MEMORY OF ABRAHAM LINCOLN IS ENSHRINED FOREVER

В помещении также находятся две огромные каменные плиты: на одной выгравирован текст второго инаугурационного обращения Линкольна, а на другой — его Геттисбергская речь. Две настенные росписи символизируют принципы свободы, справедливости, единения, братства и благотворительности.

## В наши дни
Мемориал открыт круглосуточно. Ежегодно его посещает более 6 миллионов человек. В 2007 году монумент занял седьмое место в списке 150 наиболее популярных зданий и сооружений США, составленном  Американским институтом архитекторов.

## Городские легенды
Со статуей президента связано несколько популярных городских легенд. Согласно одной из них, на затылке Линкольна высечено лицо Роберта Эдварда Ли, который смотрит в сторону своего особняка Кастис-Ли в Арлингтоне. Согласно второй легенде, с помощью американского языка жестов президент демонстрирует свои инициалы: его левая кисть жестикулирует букву «А», а правая «L». Служба национальных парков отрицает это. Однако историк Джеральд Прокопович считает, что Френч вполне мог быть знаком с жестовым языком и таким оригинальным образом отблагодарить Линкольна за учреждение Галлодетского университета; кроме того, издание Национального географического общества утверждает, что один из сыновей автора скульптуры был глухим, а сам скульптор владел жестовой речью.

## Изображения на денежных знаках
С 1959 по 2008 года мемориал Линкольну был изображен на реверсе монеты США номиналом в 1 цент, выпуск которой был приурочен к 150-летней годовщине со дня рождения президента. Изображение было создано гравёром, который ни разу не видел сам мемориал. И хотя министру финансов оно понравилось, нумизматы восприняли его критически, «выглядящим, как троллейбус», называя «художественным несчастьем».
Изображение памятника также можно увидеть на задней стороне купюры в пять долларов США.